# Morinda scabrifolia
Morinda scabrifolia är en måreväxtart som beskrevs av Y.Z.Ruan. Morinda scabrifolia ingår i släktet Morinda och familjen måreväxter. Inga underarter finns listade i Catalogue of Life.